# Dany Parra
Dany Parry (* 21. Februar 1981) ist ein ehemaliger spanisch-französischer Eishockeyspieler, der einen Großteil seiner Karriere beim Besançon Hockey Club in der viertklassigen französischen Division 3 gespielt hat. International spielte er für die spanische Nationalmannschaft.

## Karriere
Dany Parry begann seine Karriere beim Besançon Hockey Club, mit dem er 2001 den Titel in der drittklassigen französischen Division 2 gewann und in die Division 1 aufstieg. Dort spielte er in der folgenden Spielzeit dann aber für den Gap Hockey Club, Nachdem er ab 2003 in der spanischen Superliga für den CG Puigcerdà, mit dem er 2004 den spanischen Pokalwettbewerb gewann, den CH Val d’Aran Vielha und den CH Jaca gespielt hatte, kehrte er 2009 nach Besançon zurück, wo er bis zu seinem Karriereende 2015 für die Neugründung Besançon Doubs Hockey Club in der viertklassigen Division 3 spielte.

### International
Für Spanien nahm Parry, der neben der spanischen auch die französische Staatsbürgerschaft besitzt, an den Weltmeisterschaften der Division II 2008, 2009 und 2010 teil. Nach dem Aufstieg 2010 spielte er bei der Weltmeisterschaft 2011 in der Division I.

## Erfolge und Auszeichnungen
- 2001 Meister der Division 2 und Aufstieg in die Division 1 mit dem Besançon Hockey Club
- 2004 Spanischer Pokalsieger mit dem CG Puigcerdà
- 2010 Aufstieg in die Division I bei der Weltmeisterschaft der Division II, Gruppe A